# Carneo
Carneo (en griego antiguo: Καρνεῖος, romanizado: Carneius) fue un filósofo cínico griego, de mote Cinulco porque era el jefe de la escuela cínica (griego antiguo: Κύνουλκος 'jefe de los cínicos'). Era natural de Mégara.Smith, William (1867). «Glaucus (14)». Dictionary of Greek and Roman Biography and Mythology (en inglés) (Boston: Little, Brown and co.). Consultado el 124 de octubre de 2023. Es mencionado en El banquete de los cínicos, de Parmenisco.